# برونو بول
برونو بول (بالألمانية: Bruno Paul)‏ (و. 1874 – 1968 م) هو مهندس معماري، وكاريكاتيري، وأستاذ جامعي من ألمانيا . ولد في زايفنرزدورف .
وهو عضو في Deutscher Werkbund .
توفي في برلين الغربية .

## التعليم
تعلم في Academy of Fine Arts, Munich

## جوائز
حصل على جوائز منها:
- Commander's Cross of the Order of Merit ofthe Federal Republic of Germany.

## روابط خارجية
- برونو بول على موقع الموسوعة البريطانية (الإنجليزية)
- برونو بول على موقع مونزينجر (الألمانية)